# Trauma toracico
Un trauma toracico consiste in una lesione più o meno grave nel torace, sia dovuta a colpi (contusione) oppure per ferite penetranti (molto spesso ferite d'arma da fuoco). Il trauma toracico è una causa frequente di disabilità ed è associato a una mortalità significativa, dal momento che è la terza causa di morte dopo il trauma fisico alla testa e dopo le lesioni al midollo spinale.
I traumatismi al torace possono coinvolgere la parete ossea del torace (le coste e la colonna vertebrale, in tal caso si parla anche di trauma spinale), la pleura e i polmoni, il diaframma o il contenuto del mediastino. A causa delle potenziali lesione anatomiche e funzionali delle coste e dei tessuti molli che includono il cuore, il polmone oppure i grossi vasi sanguigni, le lesioni toraciche sono urgenze mediche che se non vengono trattate rapidamente e adeguatamente possono condurre alla morte.

## Storia
Le lesioni al torace sono state descritte per la prima volta in dettaglio attorno all'anno 1600 a.C. nel Papiro Edwin Smith dell'Antico Egitto. Un lavoro di Ippocrate del V secolo a.C. contiene una serie di rapporti di casi di trauma, e questi includono lesioni al torace.

## Epidemiologia
Le lesioni toraciche sono dal 20% al 25% di tutte le morti per traumatismo, e le complicanze del trauma toracico aggiungono un 25% di tutte le morti.
Meno del 15% di queste lesioni richiedono un intervento chirurgico definitivo. Più dell'80% delle lesioni toraciche che comportano pericolo di vita si possono evitare grazie a misure adeguate.

## Classificazione

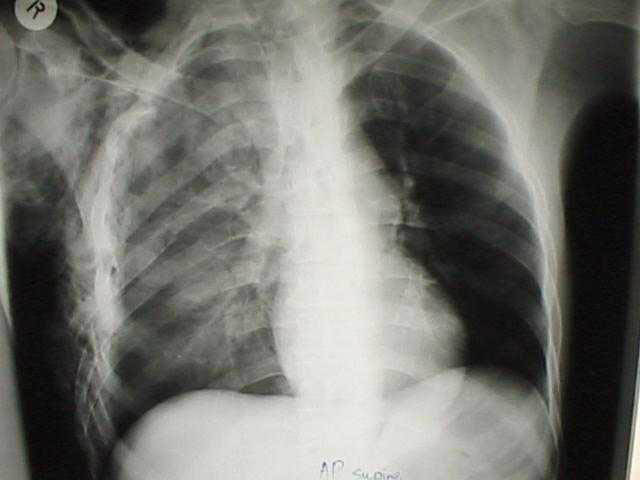
Radiografia del torace di una contusione polmonare sinistra associata ad un torace instabile ed enfisema sottocutaneo.

Il traumatismo toracico può essere classificato come contundente oppure penetrante. Il trauma contuso e le lesioni penetranti hanno diversa fisiopatologia e decorso clinico.
Le forme specifiche di traumatismo al torace includono:
- Lesioni nella parete toracica:
  - Contusioni o ematomi della parete toracica
  - Frattura di una o più coste
  - Torace instabile
  - Fratture dello sterno
  - Fratture della clavicola e/o dell'articolazione della spalla
- Lesione polmonare e ogni lesione che coinvolga lo spazio pleurico:
  - Contusione polmonare
  - Lacerazione polmonare
  - Pneumotorace
  - Emotorace
  - Emopneumotorace
- Danni alle vie respiratorie
  - Lacerazioni tracheo-bronchiali
- Lesione cardiaca
  - Tamponamento cardiaco
  - Contusione miocardica
- Lesioni a vasi sanguinei
  - Rottura traumatica dell'aorta, lesione dell'aorta toracica
- Lesioni ad altre strutture nel torace
- Lesioni esofagee (sindrome di Boerhaave)
- Lesione del diaframma

## Eziologia
La causa più importante del traumatismo toracico sono gli incidenti stradali, che rappresentano il 70-80% di queste lesioni. Per questo molti paesi hanno creato strategie preventive per ridurre gli incidenti di traffico, sia riducendo il limite di velocità che rendendo obbligatoria le cinture di sicurezza (e multando severamente chi non le usa). Anche i pedoni investiti da veicoli, le cadute, e alcuni atti di violenza possono portare al trauma toracico (specialmente la perforazione della pleura e la lacerazione dei polmoni, dal momento che basta una coltellata assestata nel punto "giusto"). Anche le esplosioni possono portare a traumatismo toracico, sia per la perforazione della gabbia toracica che per l'inalazione di gas incandescenti (con ustione dei bronchi) che per lo sbalzo di pressione (barotrauma).

## Fisiopatologia
Il traumatismo del torace frequentemente causa ipossia tissutale e acidosi con ipercapnia. L'ipossia tissutale è conseguenza di un'inadeguata fornitura di ossigeno ai tessuti causata dall'ipovolemia, i cambiamenti nella ventilazione-perfusione polmonare derivanti da una contusione, ematoma, collasso alveolare, ecc., come anche i cambiamenti drastici nella pressione intratoracica causati dal pneumotorace, dall'emotorace, ecc., che conducono all'acidosi respiratoria causata dalla diminuzione della ventilazione (l'acidosi di solito è secondaria al metabolismo anaerobio delle cellule che non dispongono di sufficiente ossigeno), che provoca la diminuzione del livello di coscienza. Negli stati più progrediti senza terapia si può arrivare all'acidosi metabolica causata dal ipo-perfusione tissulare e dallo shock circolatorio.
Spesso è difficile isolare un unico meccanismo lesionale, ma vengono suddivisi a fini didattici.

### Traumatismo diretto

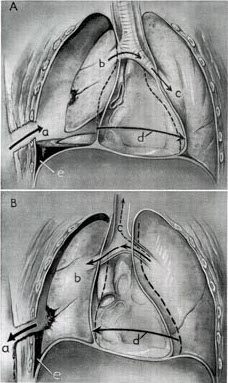
La meccanica di una ferita che causa pneumotorace da tensione. A. L'aria penetra nel petto attraverso l'apertura nella parete toracica durante l'inspirazione (a). Il polmone collassa dal lato colpito (b), l'aria passa dai bronchi lesi. L'aria entra nel bronco del polmone collassato (c), e passa al polmone intatto. Il mediastino comincia a muoversi verso il lato opposto alla ferita (d), e si produce l'emotorace (e). B. Durante l'espirazione, l'aria sfugge attraverso la ferita (a). Il polmone collassato si espande (b). L'aria passa dal lato non colpito verso il polmone leso e dopo verso la trachea (c). Il mediastino se disloca verso il lato affetto (d), e si produce l'emotorace (e).

Anche se non è il meccanismo patogenetico fondamentale negli incidenti di traffico, è invece un meccanismo importante negli incidenti domestici, lavorativi e sportivi. In un traumatismo diretto, il petto viene colpito da un oggetto in movimento oppure va a schiantarsi contro una struttura fissa. In questo caso, la parete toracica assorbe l'impatto e la trasmette ai visceri. Inoltre, in questo tipo di traumi è comune che la persona, rendendosi conto che il colpo è imminente, involontariamente, inspira e chiude la glottide, potendo così favorire un pneumotorace. Nel trauma diretto avvengono lesioni generalmente ben delimitate sulle costole e qualche volta sullo sterno, il cuore e i vasi sanguigni toracici.

### Trauma per schiacciamento/compressione
Le lesioni per compressione comportano un meccanismo relativamente comune nelle frane, nei terremoti, tra operai della costruzione, scavi, etc. Si osservano lesioni più diffusi nel petto, mal definite, e se la compressione ha lunga durata, può provocare asfissia traumatica, mostrando cianosi nel collo e nella faccia, come anche emorragia sotto-congiuntivale. Nei bambini, questo meccanismo patogenetico è di somma importanza, dato che il loro petto e più flessibile, e si può avere una lesione dei visceri toracici con un minimo danno apparente all'esterno. In certe situazioni, la lesione del parenchima polmonare si aggrava a causa del paziente, quando la persona trattiene la respirazione, chiude la glottide e contrae i muscoli del petto, come riflesso di autoconservazione, ma il risultato è che la pressione polmonare sale in modo eccessivo. Nel momento della collisione, l'energia dello sforzo pressorio fa che la pressione aumenti ancora di più, causando la rottura del parenchima polmonare e dei bronchi dando come esito il pneumotorace.

### Trauma per decelerazione
Le collisioni con decelerazione istantanea sono caratterizzate da un processo infiammatorio nel polmone e/o nel cuore, a differenza della superficie corporea d'impatto, che potrebbe non essere così gravemente interessata, con edema e presenza di infiltrazione linfo-monocitaria. In questo tipo di trauma, il paziente avrà dolorabilità locale, ma senza grossa evoluzione della ferita superficiale dal momento del trauma. Dopo circa 24 ore, il paziente svilupperà atelectasia oppure un quadro clinico simile alla polmonite. Nel cuore di solito si produce una diminuzione della frazione di eiezione e un cambiamento nella funzione cardiaca: insufficienza cardiaca e aritmie importanti.
L'urto frontale oppure orizzontale contro una barriera rigida, come negli incidenti d'auto, causa una rapida decelerazione della cavità toracica con un andirivieni degli organi intratoracici per via dell'inerzia (finché non smaltiscono l'energia cinetica che hanno). Questo porta all'applicazione di una forza di torsione e taglio nei punti dove si fissano gli organi al corpo (tramite il mediastino ad esempio), causando ad esempio, la rottura dell'aorta proprio nel punto dove emana l'arteria succlavia sinistra e il legamento arterioso, che sono i suoi punti di fissaggio. Anche nelle precipitazioni da altezze importanti, quando il paziente è seduto o in piedi, si possono verificare lesioni nella valvola aortica. Durante la diastole ventricolare, quando la valvola è chiusa, si crea un'inerzia verticale che fa che il volume di sangue compresso eserciti una grande forza sulla valvola, provocando la sua rottura.

### Trauma penetrante
Si tratta del meccanismo più comune nei traumi aperti. Possono essere prodotti sia in modo intenzionale o accidentalmente per armi da fuoco, oggetti affilati o schegge da esplosioni. Le lesioni causate da oggetti di forma dritta tendono ad avere un percorso prevedibile ed una bassa energia cinetica. Invece, spesso le armi da fuoco sparano proiettili che causano lesioni tortuose, irregolari, e dunque più gravi e difficili da trattare.

## Terapia

### Traumatismo contuso
Dopo aver messo la maschera di ossigeno, si controlla che le vie aeree superiori e la trachea siano libere di sangue, tessuti lacerati, oggetti estranei (procedure di routine dell'Advanced Trauma Life Support). Se sono bloccate e non si riescono a liberare è necessaria la procedura di cricotiroidotomia (che richiede elevata perizia medico-chirurgica, applicando prima l'anestetico locale lidocaina e il sedativo generale ketamina, e dopo aver studiato attentamente il collo, si evitano vene e arterie, e con un bisturi si fa un taglio di 2 cm nella verticale e uguale profondità un po' sotto il pomo d'Adamo), per inserire un tubo endotracheale ed eventualmente un respiratore. Una volta verificata la pervietà delle vie aeree (prima si era constatata la permanenza del battito cardiaco) si passa a procedure più specifiche per le ferite da arma da fuoco, schegge da esplosione, armi bianche, ecc.
Talvolta è necessario l'intervento chirurgico nelle lesioni toraciche contuse. In un rapporto, soltanto l'8% dei casi con lesioni toraciche contuse richiesero di un intervento. La maggior parte (alcuni tipi di pneumotorace) potrebbero essere trattate con terapia medica e con interventi chirurgici semplici, come il tubo da toracotomia e/o il drenaggio toracico.
Nelle lesioni della parete toracica, fratture, dislocazioni, e lesioni del diaframma, le
indicazioni di chirurgia immediata includono casi con perdita traumatica dell'integrità della parete toracica e lesioni diaframmatiche importanti. Le indicazioni per la chirurgia relativamente immediata e per quella a lungo termine includono una diagnosi tardiva nel riconoscere le lesioni del diaframma e la comparsa di un'ernia diaframmatica traumatica.
Nelle lesioni della pleura, dei polmoni e delle vie digestive, è indicata la chirurgia immediata quando si verifica una fuga massiva d'aria dopo l'inserimento della cannula toracica; un emotorace massivo o la continua perdita di sangue in grandi volumi nel lume del tubo toracico (ossia, circa 1500 ml di sangue quando viene inserito il tubo toracico o se in tre ore consecutive si arriva a perdere circa 250 ml/ora; lesioni importanti della trachea, dei bronchi, o del esofago confermate per via radiografica o endoscopica, e il recupero di parte del contenuto del tratto gastrointestinale attraverso il tubo toracico (indica perforazione dell'esofago o dello stomaco, con fuoriuscita di cibi, liquidi o succhi gastrici nello spazio pleurico, che dovrebbe essere virtuale).
Le lesioni contuse del cuore, delle grosse arterie, vene e vasi linfatici richiedono di chirurgia immediata nei casi in cui si verifica tamponamento cardiaco, se vi è conferma radiologica di lesione in un grosso vaso, oppure se si riscontra un'embolia in una delle arterie polmonari oppure nel cuore.